# Bellavilliers
Bellavilliers (prononcé [bɛlavilje] ou [belavilje]) est une commune française, située dans le département de l'Orne en région Normandie, peuplée de 135 habitants.

## Géographie
La commune est à l'ouest du Perche. Son bourg est à 8 km au nord-ouest de Bellême, à 13 km au sud-ouest de Mortagne-au-Perche, à 15 km au nord-est de Mamers et à 16 km au sud-est du Mêle-sur-Sarthe.

### Communes limitrophes
| Saint-Jouin-de-Blavou | Saint-Jouin-de-Blavou            | Le Pin-la-Garenne             |
| La Perrière           | Bellavilliers                    | Eperrais                      |
| La Perrière           | La Perrière, Le Gué-de-la-Chaîne | Eperrais, Le Gué-de-la-Chaîne |

### Hydrographie
La commune est située dans le bassin Loire-Bretagne. Elle est drainée par le Chêne Galon et le ruisseau de Chêne Galon,.
Le Chêne Galon, d'une longueur de 12 km, prend sa source dans la commune  et se jette  dans l'Huisne en limite de Comblot et de Mauves-sur-Huisne, après avoir traversé cinq communes. 

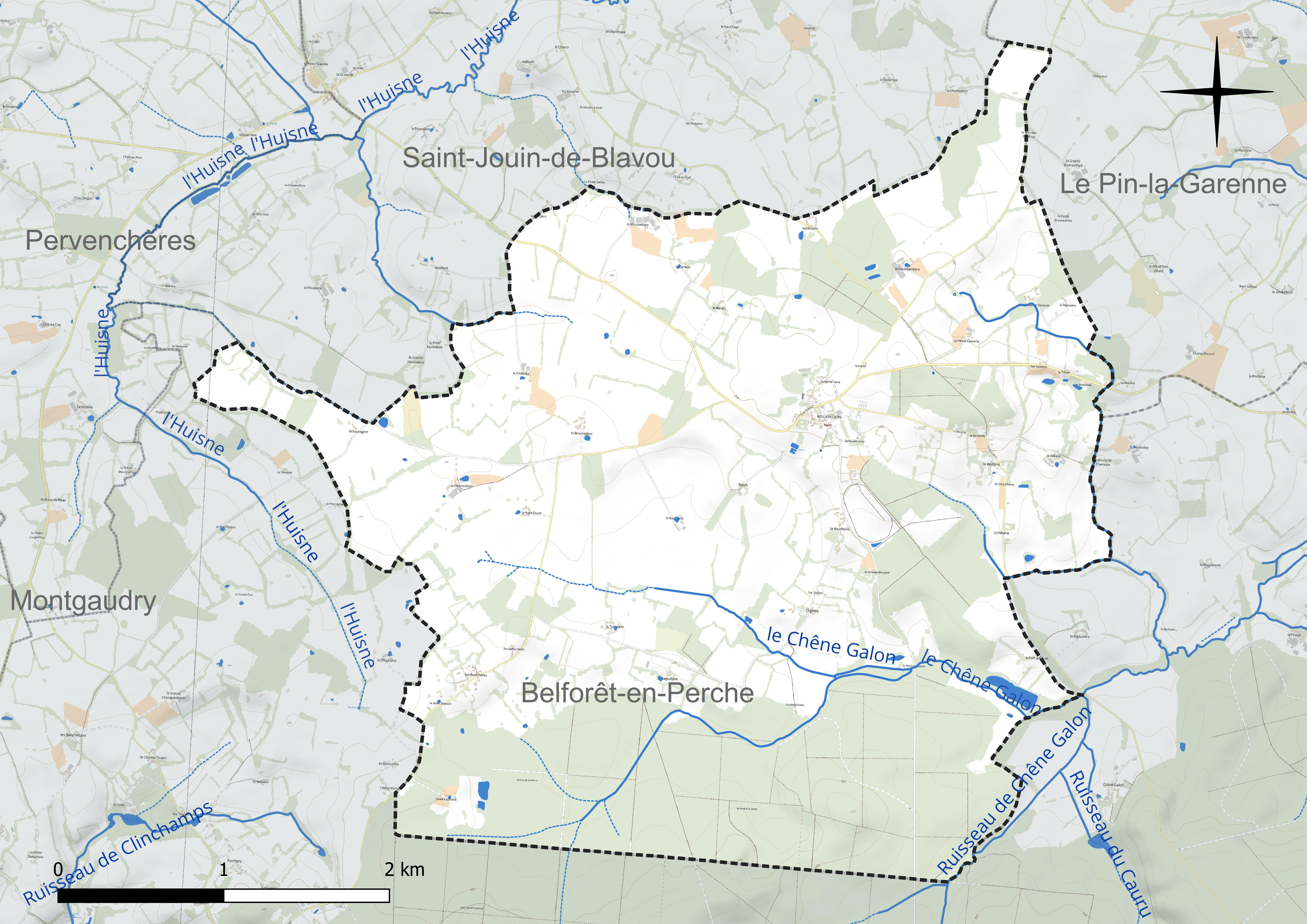
Réseau hydrographique de Bellavilliers.

### Climat
Pour des articles plus généraux, voir Climat de la Normandie et Climat de l'Orne.
En 2010, le climat de la commune est de type climat océanique dégradé des plaines du Centre et du Nord, selon une étude du CNRS s'appuyant sur une série de données couvrant la période 1971-2000. En 2020, Météo-France publie une typologie des climats de la France métropolitaine dans laquelle la commune est exposée à un climat océanique altéré et est dans la région climatique Normandie (Cotentin, Orne), caractérisée par une pluviométrie relativement élevée (850 mm/a) et un été frais (15,5 °C) et venté. Parallèlement le GIEC normand, un groupe régional d’experts sur le climat, différencie quant à lui, dans une étude de 2020, trois grands types de climats pour la région Normandie, nuancés à une échelle plus fine par les facteurs géographiques locaux. La commune est, selon ce zonage, exposée à un « climat contrasté des collines », correspondant au Pays d'Ouche et au Perche et bénéficiant d’un caractère continental affirmé avec des précipitations atténuées et des amplitudes thermiques fortes.
Pour la période 1971-2000, la température annuelle moyenne est de 10,5 °C, avec une amplitude thermique annuelle de 13,9 °C. Le cumul annuel moyen de précipitations est de 773 mm, avec 12 jours de précipitations en janvier et 7,9 jours en juillet. Pour la période 1991-2020, la température moyenne annuelle observée sur la station météorologique la plus proche, située sur la commune de Saint-Martin-du-Vieux-Bellême à 6 km à vol d'oiseau, est de 11,4 °C et le cumul annuel moyen de précipitations est de 810,0 mm,. Pour l'avenir, les paramètres climatiques de la commune estimés pour 2050 selon différents scénarios d’émission de gaz à effet de serre sont consultables sur un site dédié publié par Météo-France en novembre 2022.

## Urbanisme

### Typologie
Au 1er janvier 2024, Bellavilliers est catégorisée commune rurale à habitat très dispersé, selon la nouvelle grille communale de densité à sept niveaux définie par l'Insee en 2022.
Elle est située hors unité urbaine et hors attraction des villes,.

### Occupation des sols
L'occupation des sols de la commune, telle qu'elle ressort de la base de données européenne d’occupation biophysique des sols Corine Land Cover (CLC), est marquée par l'importance des territoires agricoles (70,2 % en 2018), une proportion sensiblement équivalente à celle de 1990 (70,5 %). La répartition détaillée en 2018 est la suivante : 
prairies (37,6 %), terres arables (29,5 %), forêts (29,2 %), zones agricoles hétérogènes (3,2 %), milieux à végétation arbustive et/ou herbacée (0,5 %). L'évolution de l’occupation des sols de la commune et de ses infrastructures peut être observée sur les différentes représentations cartographiques du territoire : la carte de Cassini (XVIIIe siècle), la carte d'état-major (1820-1866) et les cartes ou photos aériennes de l'IGN pour la période actuelle (1950 à aujourd'hui).

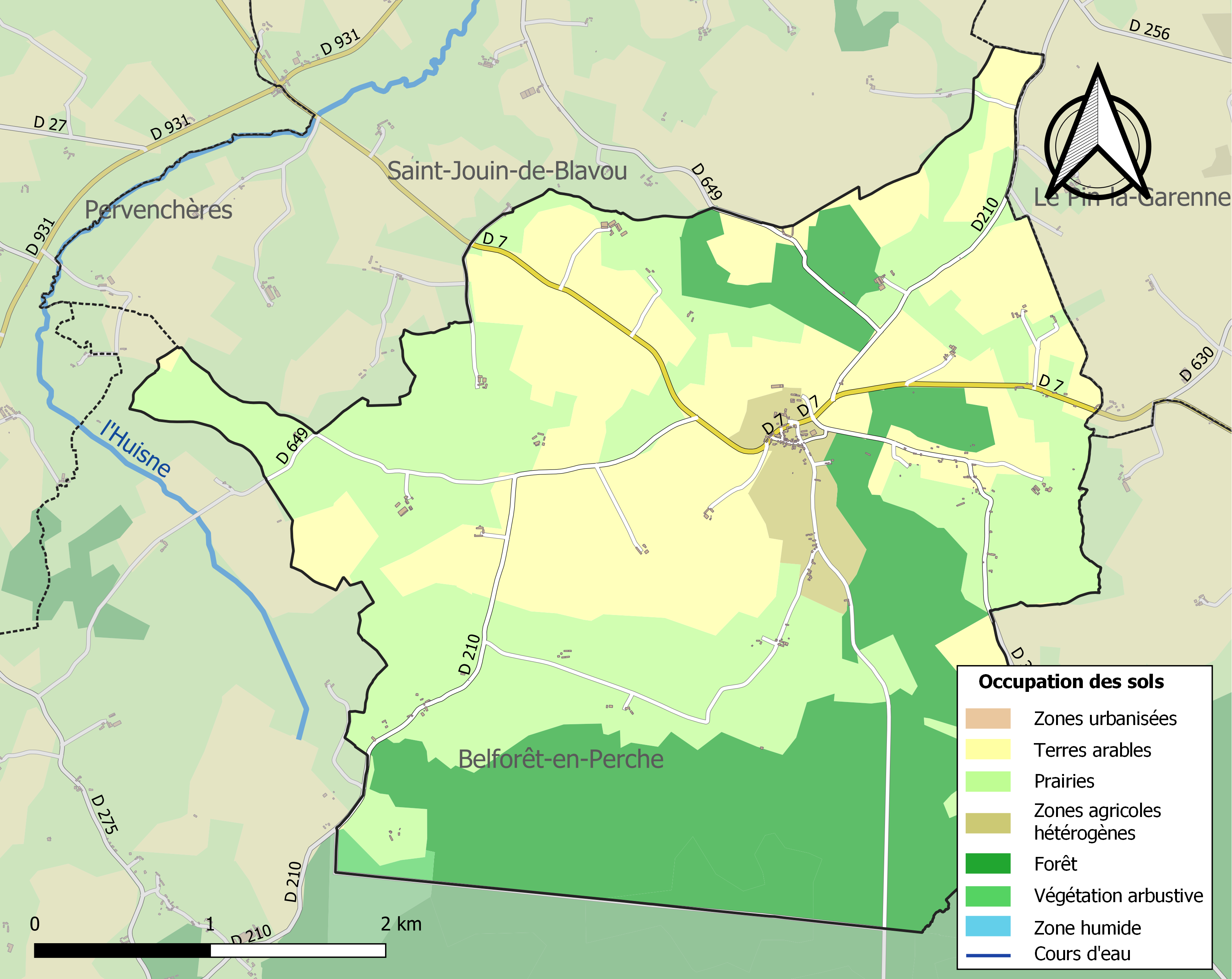
Carte des infrastructures et de l'occupation des sols de la commune en 2018 (CLC).

## Toponymie
Le nom de la localité est attesté sous la forme Bella-Villiers en 1801.
Le toponyme est issu d'un anthroponyme germanique tel que Billa, ou Betla adjoint de Villiers, issu du gallo-roman villare, issu lui-même du latin villa rustica, « domaine rural ».
La prononciation est [bɛlavilje] ou [belavilje]. Le gentilé est Bellavillersois.

## Héraldique
| Blason de Bellavilliers | Blason  | Coupé : au 1er parti au I de gueules au calice d'or, au II de sinople au rencontre crucifère de cerf d'argent, au 2e d'argent au léopard de gueules armé, lampassé et couronné d'or. |
| Blason de Bellavilliers | Détails | Le statut officiel du blason reste à déterminer. |

## Politique et administration
| Période                                  | Période    | Identité           | Étiquette | Qualité      |
| ---------------------------------------- | ---------- | ------------------ | --------- | ------------ |
| ?                                        | mars 2001  | Dominique Cotreuil |           |              |
| mars 2001                                | avril 2014 | Joël Nicolas       | SE        | Postier      |
| avril 2014                               | En cours   | Valérie Cotreuil   | SE        | Agricultrice |
| Les données manquantes sont à compléter. |            |                    |           |              |

Le conseil municipal est composé de onze membres dont le maire et deux adjoints.
Le 31 décembre 2012, la commune a quitté la communauté de communes du Pays de Pervenchères, qui a été dissoute. Le lendemain, le 1er janvier 2013, la commune a intégré la communauté de communes du Bassin de Mortagne-au-Perche.

## Démographie
L'évolution du nombre d'habitants est connue à travers les recensements de la population effectués dans la commune depuis 1793. Pour les communes de moins de 10 000 habitants, une enquête de recensement portant sur toute la population est réalisée tous les cinq ans, les populations de référence des années intermédiaires étant quant à elles estimées par interpolation ou extrapolation. Pour la commune, le premier recensement exhaustif entrant dans le cadre du nouveau dispositif a été réalisé en 2008.
En 2022, la commune comptait 135 habitants, en évolution de −6,25 % par rapport à 2016 (Orne : −3,21 %, France hors Mayotte : +2,11 %).
Bellavilliers a compté jusqu'à 893 habitants en 1846.
| 1793 | 1800 | 1806 | 1821 | 1836 | 1841 | 1846 | 1851 | 1856 |
| ---- | ---- | ---- | ---- | ---- | ---- | ---- | ---- | ---- |
| 685  | 777  | 809  | 748  | 859  | 856  | 893  | 837  | 815  |

| 1861 | 1866 | 1872 | 1876 | 1881 | 1886 | 1891 | 1896 | 1901 |
| ---- | ---- | ---- | ---- | ---- | ---- | ---- | ---- | ---- |
| 814  | 784  | 697  | 654  | 577  | 579  | 540  | 503  | 434  |

| 1906 | 1911 | 1921 | 1926 | 1931 | 1936 | 1946 | 1954 | 1962 |
| ---- | ---- | ---- | ---- | ---- | ---- | ---- | ---- | ---- |
| 417  | 415  | 339  | 318  | 329  | 332  | 322  | 312  | 292  |

| 1968 | 1975 | 1982 | 1990 | 1999 | 2006 | 2008 | 2013 | 2018 |
| ---- | ---- | ---- | ---- | ---- | ---- | ---- | ---- | ---- |
| 263  | 216  | 173  | 170  | 173  | 165  | 163  | 147  | 134  |

| 2022 | - | - | - | - | - | - | - | - |
| ---- | - | - | - | - | - | - | - | - |
| 135  | - | - | - | - | - | - | - | - |

## Lieux et monuments

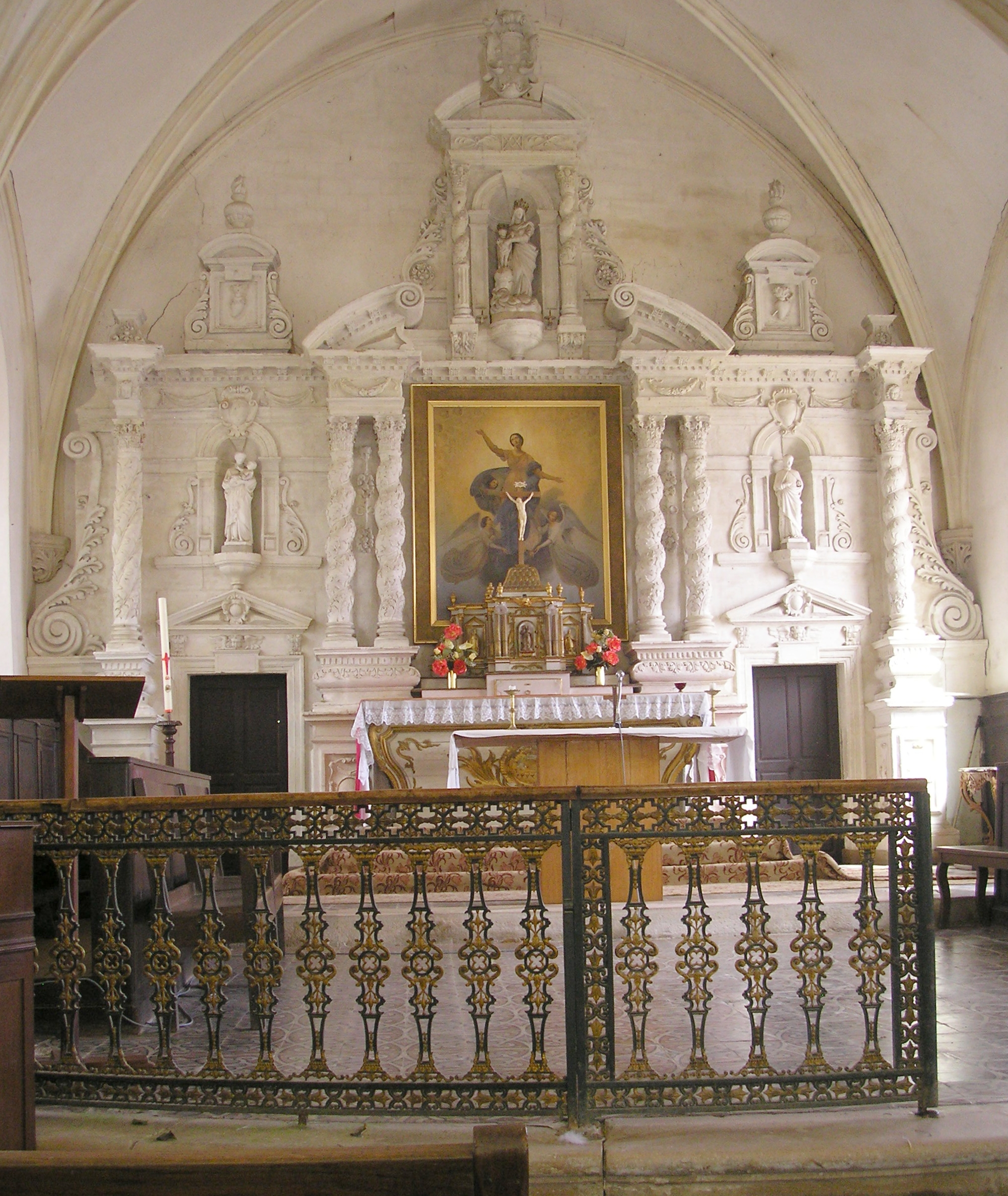
Le maitre-autel de l'église Notre-Dame.

- Église Notre-Dame, abritant un maitre-autel-retable des XVIIe et XVIIIe siècles classé à titre d'objet aux Monuments historiques[29].
- Le château de Bellavilliers.

## Personnalités liées à la commune
- Mgr Paul Buguet (1843 à Bellavilliers - 1918), fondateur de l'Œuvre de La Chapelle-Montligeon.
- Marie-Angélique Guillin, née Pelletier (1863 à Bellavilliers - 1915), quatrième victime de Henri Désiré Landru.